# Tyvek
Le Tyvek (prononciation /ˈtaɪ-vɛk/) est un matériau synthétique non-tissé fabriqué à partir de fibres de polyéthylène. Tyvek est une marque déposée de E. I. du Pont de Nemours and Company.

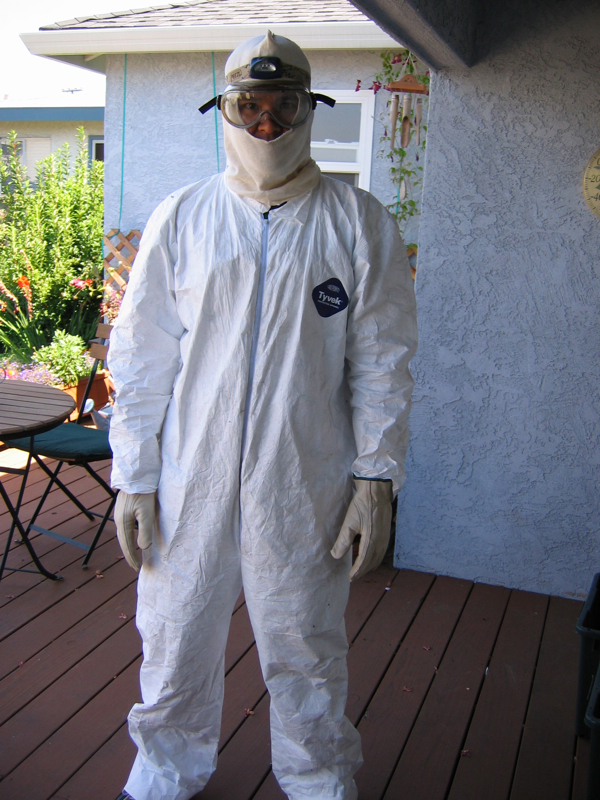
Survêtement en Tyvek.

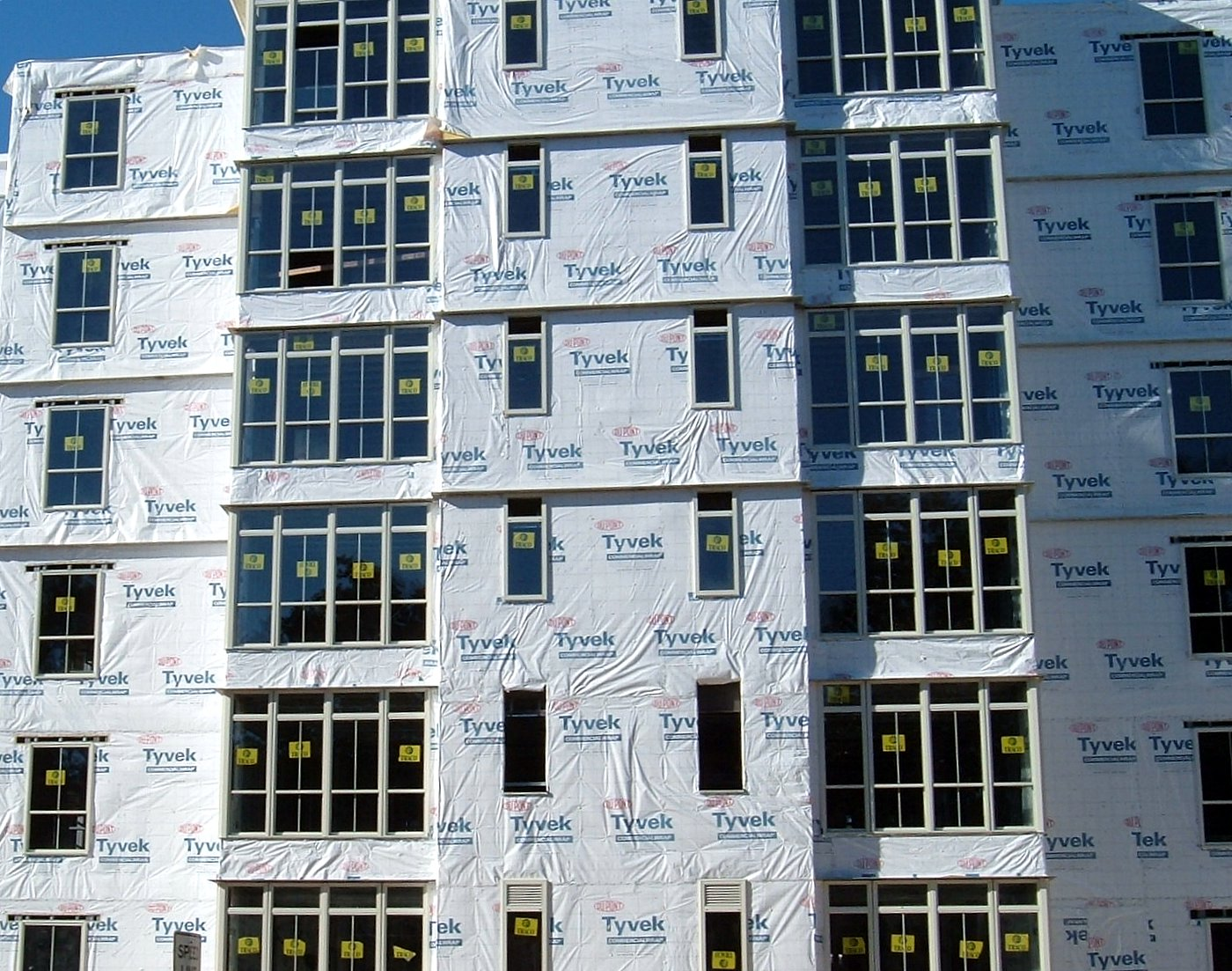
Le Tyvek utilisé dans le bâtiment.

## Fabrication
Le Tyvek est un textile non-tissé de fibres de polyéthylène haute densité (HDPE) d'une épaisseur entre 0,5 et 10 μm. Après extrusion, les fibres sont disposées de façon aléatoire et non-directionnelle et ensuite consolidées sans liant sous pression par un procédé thermique.
Le Tyvek est commercialisé sous forme de feuilles ou de rouleaux de différentes tailles.

## Propriétés
À l'œil et au toucher, le Tyvek ressemble à du papier. Il a néanmoins quelques propriétés uniques :
- il est très léger (masse volumique de 0,38 g/cm3), naturellement blanc opaque, non pelucheux et lisse en surface ;
- il est plus élastique que le papier, dimensionnellement stable et quasiment indéchirable ;
- il résiste à l'eau, à la plupart des solvants, aux acides et bases[2] ;
- il est non toxique[3] et peut être recyclé[4].

## Applications
- Pare-air dans l'industrie du bâtiment
- Enveloppes et couvertures protectrices
- Vêtements jetables
- Bracelets de contrôle
- Packaging industriel
- Support graphique
- Conservation du patrimoine (objets, textiles) : matériau de conditionnement[5]
- De manière récente et encore expérimentale, en randonnée légère[6]
- Fabrication de billets de banque : le Costa Rica a ainsi émis un billet de vingt colonnes en 1983.
- appelants d'oies blanches de style sillosocks

## Historique
Le Tyvek a été decouvert en 1955 par Jim White, un chercheur dans un laboratoire de du Pont de Nemours. C'est une marque déposée depuis 1965. La production industrielle commence en 1967. De nos jours, le Tyvek est fabriqué aux États-Unis et au Luxembourg.